# Kommissarin Lucas – Bombenstimmung
Bombenstimmung ist ein Film des ZDF, der Teil der Serie Kommissarin Lucas ist. Tim Trageser führte Regie bei dem 2012 ausgestrahlten Fernsehfilm. Ellen Lucas (Ulrike Kriener) muss sich in ihrem siebzehnten Fall mit Hygienemängeln im Krankenhaus, ärztlichen Fehlern und einer Bombendrohung befassen. Gaststars dieser Folge sind neben Oliver Stokowski, Bernhard Schütz und Alexander Held, Arnd Klawitter und Alexander Hörbe sowie Joachim Bliese.      

## Handlung
Zufällig trifft Horst Reidinger auf dem Polizeirevier auf Kriminalhauptkommissarin Ellen Lucas und so erzählt er ihr, dass er seinen Sohn Prof. Dr. Michael Reidinger als vermisst melden wolle. Reidinger ist Chefarzt der Orthopädie am Marienkrankenhaus in Regensburg. Die Kommissarin nimmt nur zögernd ihre Ermittlungen auf, was sich ändert, als Dr. Reidingers Auto unverschlossen unter einer Eisenbahnbrücke entdeckt wird. Von dem Vermissten fehlt jedoch jede Spur. Ellen und ihre Leute setzen nun alles daran, Reidinger zu finden. Ihre Bemühungen sind jedoch zunächst nicht von Erfolg gekrönt.
Die Sachlage wird noch komplizierter, als Lucas Horst Reidinger im Haus seines Sohnes in einem lebensbedrohlichen Zustand vorfindet. Der Kommissarin ist klar, dass es hier um mehr geht, als es auf den ersten Blick den Anschein hatte. Es stellt sich heraus, dass von einem Heinrich Stadler gegen Dr. Michael Reidinger und von einer Patienteninitiative gegen die Klinik eine Klage beziehungsweise Sammelklage bei Gericht anhängig gemacht worden ist wegen Nichteinhaltung der Hygienestandards. Dr. Lindner, der Krankenhausleiter, hatte jedoch vehement jede Schuld in Abrede gestellt. Unterstützung fand er dabei bei Richter Gerhard Huber, der die eingereichte Klage mit der Begründung aussetzte, ein solches Defizit sei nicht in ausreichendem Maße nachgewiesen worden, und den Parteien empfohlen hatte, noch einmal alles zu überdenken, eine Taktik, die der Verfahrensverschleppung dienen sollte. 
Lucas und ihr Team nehmen daraufhin Kontakt zu zwei besonders betroffenen Patienten auf, einmal zu Rudolf Mayer, der sich in der Klinik mit dem gefährlichen Krankenhauskeim MRSA infiziert hat und inzwischen im Rollstuhl sitzt, und zum anderen zu Heinrich Stadler, bei dessen Tochter Jasmin nach einer Knieoperation durch Reidinger die Gefahr besteht, dass sie ihr Bein verlieren könnte. Auch die Verantwortung für diese beiden besonders schwerwiegenden Fälle wiesen sowohl die Klinik als auch der verantwortliche Arzt Dr. Reidinger stets von sich. Gerade als Lucas eine Durchsuchung der Klinik anordnen will, taucht Michael Reidinger wieder auf. Sein erster Weg führt ihn zu Klinikleiter Lindner, mit dem er eine heftige Auseinandersetzung hat. Reidinger will sich selbst anzeigen, was Lindner jedoch um jeden Preis verhindern will. Er sagt Lindner auf den Kopf zu, dass seine Sparmaßnahmen an den Missständen in der Klinik Schuld seien und dass er ihn nicht mehr länger decken wolle. Auch als er später mit Lucas und Noethen spricht, schildert er, dass die bestehende Situation ihn schon lange gequält habe, er habe sich aber mit dem System arrangiert in der Hoffnung, dass schon alles gut gehen werde.
Inzwischen steht fest, dass Reidinger von Mayer und Stadler auf Initiative Mayers entführt und von Stadler wieder freigelassen worden ist. Mayer war darüber so erbost, dass er Stadler niederschlug, ihm zuvor aber verkündete, dass er alle vom Krankenhaus in die Luft jagen werde. Da man in seinem Keller tatsächlich Materialien findet, die dem Bau einer Bombe gedient haben könnten, werden alle Patienten und Angestellten des Krankenhauses evakuiert. Die Suche nach der Bombe bleibt jedoch ohne Ergebnis. Nachdem Lucas mit ihrer Schwester telefoniert und von dieser erfahren hat, dass der gesamte Krankenhausvorstand und Richter Huber im Gebäude tagen, in dem die Familienangehörigen von Lucas feiern, ist sich die Kommissarin sicher, dass die Bombe dort versteckt ist. Tatsächlich befindet Mayer sich im Gebäude. Er trägt einen Sprengstoffgürtel und ist mit einer Pistole bewaffnet. Nachdem sich die Situation dramatisch zugespitzt hat und am Ende nur noch Huber, Lucas, Rike und der herbeigeholte Reidinger in der Gewalt Mayers verblieben sind, erzählt Reidinger ihm, dass die Klinik vorläufig geschlossen werde. Lindner habe nicht nur für die Klinik bestimmte Gelder in großem Umfang unterschlagen, sondern auch seinen Vater schwer verletzt. Ursache sei ein Gutachten gewesen, das sein Vater bei ihm im Haus entdeckt habe, und das gravierende Hygienemängel bestätigt habe. Rike ist es, die ganz entscheidend dazu beiträgt, dass Mayer aufgibt.

## Produktion

### Dreharbeiten, Veröffentlichung
Bombenstimmung wurde vom 5. Oktober bis 12. Dezember 2011 in München und Regensburg gedreht und am 10. November 2012 zur Hauptsendezeit im ZDF erstausgestrahlt.

### Hintergrund
Im Film geht es um „fahrlässigen Ärztepfusch in deutschen Krankenhäusern“. ZDF-Redakteur Wolfgang Feindt äußerte, es gehöre „zum dramaturgischen Lucas-Prinzip, in den Krimis Aktuelles aufzugreifen“. Eventuellen Protesten gegen das Thema des Films sieht Feindt eher gelassen entgegen: „Der Film ist sehr gut und gründlich recherchiert, der Autor hat sich von vielen Fachleuten beraten lassen. Es dürfte schwer sein, uns mangelnde Sorgfalt beim Umgang mit den Fakten nachzuweisen.“

### Privates der Kommissare
Rike und Ellens Eltern, die bisher auf ihrem Heimatfriedhof im Ruhrgebiet lagen, sollen umgebettet werden, da die Ruhezeit dort abgelaufen ist. Aus diesem Anlass kommen verschiedene Familienangehörige zu einer Feier zusammen.

## Rezeption

### Einschaltquote
Die Episode wurde bei ihrer Erstausstrahlung von 5,29 Mio. Zuschauern verfolgt und erreichte einen Marktanteil von 17 Prozent.

### Kritik
TV Spielfilm bescheinigte dem Krimi, dass er „gruselig für alle Krankenhauspatienten“ sei.
Rainer Tittelbach von tittelbach.tv schrieb zwar, es sei „wieder einiges los in Regensburg. Entführung, Selbstanzeige, ein Mord in Gedanken, ein bis zwei Mordversuche, reichlich sozialer Zündstoff, gebeutelte Kreaturen, die nicht mehr viel zu verlieren [hätten] – auch der Titel ‚Bombenstimmung‘ sei durchaus wörtlich zu nehmen“, bemängelte dann aber, „‚Bombenstimmung‘ mach[e] viel Wind, tricks[e] sich dramaturgisch über die Runden, [habe] weder einen ‚Kern‘, noch besonders Atmosphäre“ und stellte fest: „Die Vorzeige-Reihe braucht frisches Blut!“ Zwar erreiche die Episode „in jeder Phase des Films einen recht hohen Spannungs- und Erregungspegel, dafür [wachse] im Laufe der 90 Minuten aber ein ziemliches Plot-Ungetüm heran, das einem spätestens dann bewusst [werde], wenn man am Ende noch einen Gedanken an diesen Samstagskrimi verschwende[]“.
Der Filmdienst sprach von einem „routinierte[n] (Fernsehserien-)Krimi mit oberpfälzischem Hintergrund, der ein brisantes Thema aufgreif[e] und Vertuschungsmechanismen an den Pranger stellen“ wolle.
Der Kritiker Tilmann P. Gangloff stellte fest, dass ‚Bombenstimmung‘ kein „klassischer Krimi“ sei, „denn es steh[e] relativ früh fest, wer letztlich die Verantwortung“ trage. Weil das Thema Sparmaßnahmen im Gesundheitssystem „als Filmstoff aber zu abstrakt“ sei, verpacke „Tim Trageser, der das Drehbuch gemeinsam mit Florian Iwersen geschrieben hat, seine Anklage in eine fesselnde Handlung, die mit der Entführung eines Chefarztes (Oliver Stokowski)“ beginne. Als man schon denke, die Geschichte müsse „vorbei sein, bevor sie richtig angefangen hat“, wechsele „der Film nur sein Vorzeichen und wandel[e] sich vom Krimi zum Thriller“. Gangloff lobte: „Trageser hat nicht nur einen fesselnden Film inszeniert. Ihm und Iwersen ist zudem das Kunststück gelungen, den unvermeidlichen Nebenstrang mit dem Privatleben der Kommissarin perfekt mit der eigentlichen Geschichte zu verknüpfen.“